# Famille de La Vallée Poussin
 (janvier 2021).
Ne doit pas être confondu avec Famille de la Vallée.
Cette page explique l’histoire ou répertorie les différents membres de la famille de La Vallée Poussin.
La famille de La Vallée Poussin, ou de La Vallée-Poussin, est une famille issue de la bourgeoisie française et originaire de Normandie. Établie en Belgique depuis le XIXe siècle, la plupart de ses membres y résident encore aujourd'hui.

## Membres notoires
- Jean-Étienne de La Vallée Poussin (1735-1802), peintre français, Grand Prix de l'Académie en 1757, 1762-1766 Académie de France à Rome; 1789 -1795 Académie Royale de France ; 1793-1802 Agent National de Poissy (Paris) (« Il trouve des atermoiements et la terreur finit sans avoir fait aucune victime dans la petite ville »).
- Étienne-Pierre-Rémy de La Vallée Poussin (1789-1858), fils aîné de Jean-Étienne qui prit part aux dernières campagnes napoléoniennes et, en 1832, à la demande du roi Léopold Ier, fut chargé, avec d'autres officiers français commandés par le Maréchal Gérard, d'organiser la première armée de la Belgique indépendante. Il épousa, à Namur, Marie-Thérèse de Cauwer, dont il eut quatre fils, parmi lesquels Charles fut l'aîné et Gustave (La Rochelle, 1829 - Paris, 1910) le cadet, qui épousèrent respectivement Euphémie (1836-1898) et Pauline (1845-1876) de Monge (vicomtesses) de Franeau.
- Guillaume-Tell de La Vallée Poussin, (1794-1876), fils cadet de Jean-Étienne, nommé en 1848 Ministre Plénipotentiaire de France à Washington.
- Charles-Louis de La Vallée Poussin (1827–1903), le fils aîné d'Étienne-Pierre-Rémy, géologue et minéralogiste, professeur à l'université catholique de Louvain, membre étranger de l'Académie Royale de Belgique.
- Charles-Jean de La Vallée Poussin (1866-1962), le fils cadet de Charles-Louis, mathématicien, professeur à l'université catholique de Louvain, membre de l'Académie Royale de Belgique (entre autres).
- Louis de La Vallée Poussin (1869-1938), le fils aîné de Gustave, indianiste et expert en œuvres bouddhiques, docteur des universités de Liège et de Louvain, professeur à l'université de Gand, membre de l'Académie Royale de Belgique.
- Étienne de La Vallée Poussin (1903-1996), le fils aîné de Joseph, lui-même fils aîné de Charles-Louis, sénateur belge.
- Paul de La Vallée Poussin (1907-1986), le fils cadet de Charles-Jean, magistrat belge, Président de la Cour d'appel de Bruxelles.

## Anoblissements
- en 1930, le 6 septembre : concession de noblesse et du titre de baron transmissible par ordre de primogéniture masculine par le roi Albert Ier à Charles-Jean de La Vallée Poussin, professeur d'analyse mathématique à l'université catholique de Louvain[1] ;
- en 1963, le 30 octobre : concession du titre de baron transmissible par ordre de primogéniture masculine par le roi Baudouin à Paul de La Vallée Poussin, président de la Cour d'appel de Bruxelles, fils cadet du précédent, et déjà porteur du titre d'écuyer.

## Armoiries
D'azur, à la fasce d'or, chargée de 3 feuilles de trèfles de sable.